# Komiksový výběr Spider-Man
Komiksový výběr Spider-Man je komiksová série příběhů v hlavní roli se Spider-Manem. V České republice vychází jako ostatní komplety (Nejmocnější hrdinové Marvelu atd.) jednou za 14 dní, a to od 23. září 2019. Celkově by mělo vyjít 60 čísel.
Hřbety komiksů i u tohoto kompletu tvoří obrázek, tentokrát od Marko Djurdeviče. Cena prvního čísla byla 49 Kč, druhé číslo poté stálo 99 Kč, od třetího čísla se cena stanovila na již klasických 249 Kč.

## Seznam komiksů
| Číslo | Název (česky)             | Název (anglicky)                           | Původní díly | Původně vydáno   | Datum vydání       |
| ----- | ------------------------- | ------------------------------------------ | --- | ---------------- | ------------------ |
| 1     | Úhel pohledu              | Perceptions                                | Spider-Man (vol. 1) 6–12 | 1991             | 23. září 2019      |
| 2     | Klonová sága              | The Original Clone Saga                    | Amazing Spider-Man (vol. 1) 129 & 143–150 | 1974–1975        | 7. října 2019      |
| 3     | Zlo v lidských srdcích    | Spider-Man/Black Cat: The Evil That Men Do | Spider-Man and the Black Cat 1–6 | 2002–2006        | 21. října 2019     |
| 4     | Zvířecí instinkt          | Feral                                      | Sensational Spider-Man (vol. 2) 23–27 | 2006             | 4. listopadu 2019  |
| 5     | Utrpení                   | Torment                                    | Spider-Man (vol. 1) 1–5 a 13–14 | 1990 a 1991      | 18. listopadu 2019 |
| 6     | Smrt Jean Dewolffové      | The Death of Jean Dewolff                  | Peter Parker, The Spectacular Spider-Man (vol. 1) 107–110 & Spectacular Spider-Man (vol. 1) 134–136                                                                       | 1985 a 1988      | 2. listopadu 2019  |
| 7     | S velkou mocí…            | With Great Power…                          | Spider-Man: With Great Power… 1–5 | 2008             | 16. prosince 2019  |
| 8     | Mutantský faktor          | The Mutant Factor                          | Spider-Man (vol. 1) 15–17, X-Force (vol. 1) 4 & Marvel Comics Presents (vol. 1) 48–50                                                                                     | 1991 a 1990      | 30. prosince 2019  |
| 9     | Padlé město               | Reign                                      | Spider-Man: Reign 1–4 | 2007             | 13. ledna 2020     |
| 10    | Pavučina                  | Spider-Man's Tangled Web                   | Spider-Man's Tangled Web 1–3 & 13–15 | 2001 a 2002      | 27. ledna 2020     |
| 11    | Pomsta Sinister Six       | Revenge of the Sinister Six                | Spider-Man (vol. 1) 18–23 | 1993             | 10. února 2020     |
| 12    | Svatba                    | The Wedding                                | Amazing Spider-Man (vol. 1) 290–292, Annual 21 a Amazing Spider-Man: Paralel Lives (přetisk Marvel Graphic Novel 46)                                                      | 1987 a 1989      | 24. února 2020     |
| 13    | Noir                      | Noir                                       | Spider-Man Noir 1–4 a Spider-Man Noir: Eyes without a Face 1–4 | 2009 a 2010      | 8. března 2020     |
| 14    | Dolů mezi mrtvé           | Down among the Dead Men                    | Marvel Knights Spider-Man (vol. 1) 1–6 | 2004             | 23. března 2020    |
| 15    | Počátek                   | Origins                                    | Amazing Fantasy (vol. 1) 15, Amazing Spider-Man (vol. 1) 1–6 a Annual 1                                                                                                   | 1962–1964        | 6. dubna 2020      |
| 16    | V kůži vetřelce           | Alien Costume Saga                         | Amazing Spider-Man (vol. 1) 252–259 | 1984             | 20. dubna 2020     |
| 17    | Zrození Venoma            | Venom                                      | Web of Spider-Man (vol. 1) 1 a Amazing Spider-Man (vol. 1) 298–302 | 1985, 1988       | 4. května 2020     |
| 18    | Poslední vzdor            | Last Stand                                 | Marvel Knights Spider-Man (vol. 1) 7–12 | 2004–2005        | 18. května 2020    |
| 19    | Ten druhý, 1. část        | The Other Part 1                           | Friendly Neighborhood Spider-Man (vol. 1) 1–2, Marvel Knights Spider-Man (vol. 1) 19–20 a Amazing Spider-Man (vol. 1) 525–526                                             | 2005             | 1. června 2020     |
| 20    | Ten druhý, 2. část        | The Other Part 2                           | Friendly Neighborhood Spider-Man (vol. 1) 3–4, Marvel Knights Spider-Man (vol. 1) 21–22 a Amazing Spider-Man (vol. 1) 527–528                                             | 2005             | 15. června 2020    |
| 21    | Černé kočky nosí smůlu    | Never Let the Black Cat Cross Your Path!   | Amazing Spider-Man (vol. 1) 194–200 | 1979             | 29. června 2020    |
| 22    | Štvanice                  | Spiderhunt                                 | Peter Parker: Spider-Man 88–89, Sensational Spider-Man (vol. 1) 25, Amazing Spider-Man (vol. 1) 432 & Spectacular Spider-Man (vol. 1) 254–255                             | 1998             | 13. července 2020  |
| 23    | Zpátky v Černé            | Back in Black                              | Amazing Spider-Man (vol. 1) 539–543 a Sensational Spider-Man (Vol. 2) 38–40                                                                                               | 2007             | 27. července 2020  |
| 24    | Únos Mary Jane            | Abduction of Mary Jane                     | Amazing Spider-Man (vol. 1) 303–309 | 1988             | 10. srpna 2020     |
| 25    | Jen o den víc             | One More Day                               | Amazing Spider-Man (vol. 1) 42–43 a 544–545, Friendly Neighborhood Spider-Man (vol. 1) 24, Sensational Spider-Man (vol. 2) 41 a Untold Tales of Spider-Man 16             | 1966, 2007, 1996 | 24. srpna 2020     |
| 26    | Nezastavitelný Juggernaut | Nothing Can Stop the Juggernaut!           | Amazing Spider-Man (vol. 1) 224–230 | 1982             | 7. září 2020       |
| 27    | Svítá nový den            | Brand New Day                              | Amazing Spider-Man (vol. 1) 546–551 a Free Comic Book Day 2007: Amazing Spider-Man                                                                                        | 2008             | 21. září 2020      |
| 28    | Inferno                   | Inferno                                    | Amazing Spider-Man (vol. 1) 310–314, Peter Parker, Spider-Man (vol. 1) 146 a Web of Spider-Man (vol. 1) 47                                                                | 1988–1989        | 5. října 2020      |
| 29    | Totální šílenství!        | Freak-Out                                  | Amazing Spider-Man (vol. 1) 552–558 | 2008             | 19. října 2020     |
| 30    | Stéla předků              | Ancestral Plate                            | Amazing Spider-Man (vol. 1) 68–77 | 1968             | 2. listopadu 2020  |
| 31    | Smrt a osud               | Death and Destiny                          | Spider-Man: Death and Destiny 1–3 a Spider-Man's Tangled Web 7–9 | 2000 a 2001      | 16. listopadu 2020 |
| 32    | Venomův návrat            | Spider-Man vs. Venom                       | Amazing Spider-Man (vol. 1) 315–319 a Annual 23 | 1989             | 30. listopadu 2020 |
| 33    | Peter Parker, Paparazzi   | Peter Parker, Paparazzo                    | Amazing Spider-Man (vol. 1) 559–563 | 2008             | 14. prosince 2020  |
| 34    | Tarantulovo znamení       | Mark of the Tarantula                      | Amazing Spider-Man (vol. 1) 231–236 | 1982             | 28. prosince 2020  |
| 35    | Kravenův poslední lov     | Kraven's Last Hunt                         | Web of Spider-Man (vol. 1) 31–32, Amazing Spider-Man (vol. 1) 293–294, Peter Parker, The Spectacular Spider-Man (vol. 1) 131–132 a Amazing Spider-Man: Soul of the Hunter | 1987 a 1992      | 11. ledna 2021     |
| 36    | Kravenův první lov        | Kraven's First Hunt                        | Amazing Spider-Man (vol. 1) 564–567 a Annual 35, Spider-Man: Brand New Day – Extra! 1                                                                                     | 2008             | 25. ledna 2021     |
| 37    | Atentát                   | The Assassin-Nation Plot                   | Amazing Spider-Man (vol. 1) 320–325 a materiál z Spectacular Spider-Man (vol. 1) Annual 10                                                                                | 1989             | 8. února 2021      |
| 38    | Smrt na sto způsobů       | New Ways to Die                            | Amazing Spider-Man (vol. 1) 568–573 | 2008             | 22. února 2021     |
| 39    | Nebojsové                 | Daredevil/Spider-Man                       | Spider-Man/Daredevil 1, Daredevil/Spider-Man 1–4 a Spider-Man's Tangled Web 4                                                                                             | 2002, 2001       | 8. března 2021     |
| 40    | Venomova pomsta           | The Vengeance of Venom                     | Amazing Spider-Man (vol. 1) 332–333 & 346–347 a materiál z 388 & Annual 25–26, Peter Parker, The Spectacular Spider-Man Annual 12 & Web of Spider-Man (vol. 1) Annual 8   | 1990–1994        | 22. března 2021    |
| 41    | Zločin a kat              | Crime and Punisher                         | Amazing Spider-Man (vol. 1) 574–579; materiál z Spider-Man: Brand New Day – Extra! 1                                                                                      | 2008             | 5. dubna 2021      |
| 42    | Neznámé příběhy           | Untoled Tales of Spider-man                | Untold Tales of Spider-Man 1–8 | 1995–1996        | 19. dubna 2021     |
| 43    | Hobgoblin                 | Hobgoblin                                  | Amazing Spider-Man (vol. 1) 238–239, 244-245, 249-251 a Peter Parker, The Spectacular Spider-Man (vol. 1) 85                                                              | 1983             | 3. května 2021     |
| 44    | Smrt a vztahy             | Death and Dating                           | Amazing Spider-Man 578–583, Annual 35 | 2009             | 17. května 2021    |
| 45    | Hlad                      | The Hunger                                 | Spectacular Spider-Man (vol. 2) 1–5, Spider-Man's Tangled Web #5-6 | 2003             | 31. května 2021    |
| 46    | Masakr, díl 1.            | Maximum Carnage Part 1                     | Spider-Man Unlimited #1, Web of Spider-Man (vol. 1) #101–102, Amazing Spider-Man (vol. 1) #378–379, Spider-Man (vol. 1) #35, Spectacular Spider-Man (vol. 1)#201          | 1993             | 14. června 2021    |
| 47    | Masakr, díl 2.            | Maximum Carnage Part 2                     | Spider-Man Unlimited #2, Web of Spider-Man (vol. 1) #103, Amazing Spider-Man (vol. 1) #380, Spider-Man (vol. 1) #36-37, Spectacular Spider-Man (vol. 1)#202–203           | 1993             | 28. června 2021    |
| 48    | Zápal pro věc             | Spider-Man and the Human Torch             | Spider-Man / Human Torch #1-5, Spider-Man's Tangled Web #11 | 2009             | 12. července 2021  |
| 49    | Smrt Gwen Stacyové        | The Death of Gwen Stacy                    | Amazing Spider-Man (vol. 1) #95–99 a #119–123 | 1973             | 26. července 2021  |
| 50    | Venom vs. Carnage         | Venom vs. Carnage                          | Amazing Spider-Man (vol. 1) #361-363 a Venom vs. Carnage #1-4 | 1992 a 2004      | 9. srpna 2021      |
| 51    | Návrat domů               | Coming Home                                | Amazing Spider-Man (vol. 2) 30–35 | 2001             | 23. srpna 2021     |
| 52    | Negativní expozice        | Negative Exposure                          | Spider-Man/Doctor Octopus: Negative Exposure 1–5 | 2003–2004        | 6. září 2021       |
| 53    | Dokud hvězdy nezhasnou    | Until the Stars Turn Cold                  | Amazing Spider-Man (vol. 2) 40–45 | 2002             | 20. září 2021      |
| 54    | Smrt v rodině             | Died in Your Arms Tonight                  | Amazing Spider-Man (vol. 1) #600–601, Annual #36; materiál Amazing Spider-Man Family #7                                                                                   | 2009             | 4. října 2021      |
| 55    | Život a smrt pavouků      | The Life and Death of Spiders              | Amazing Spider-Man (vol. 2) 46–50 | 2002–2003        | 18. října 2021     |
| 56    | Transformace              | Avengers Disassembled                      | Spectacular Spider-Man (vol. 2) 17–20 | 2004             | 1. listopadu 2021  |
| 57    | Všechno nejlepší          | Happy Birthday                             | Amazing Spider-Man (vol. 2) 57–58; Amazing Spider-Man (vol. 1) 500–502 | 2003             | 15. listopadu 2021 |
| 58    | Spider-Man & Wolverine    | Spider-Man vs. Wolverine                   | Marvel Knights Spider-Man & Wolverine #1-4 a Spider-Man vs. Wolverine #1                                                                                                  | 1987             | 29. listopadu 2021 |
| 59    | Kniha Ezekielova          | Book of Ezekiel                            | Amazing Spider-Man (vol. 1) 503–508 | 2004             | 13. prosince 2021  |
| 60    | Rodiče Petra Parkera      | The Parents of Peter Parker                | Amazing Spider-Man Annual #5, Spectacular Spider-Man #1-2, Untold Tales of Spider-Man #-1                                                                                 | 1968 a 1995      | 27. prosince 2021  |